# Velika Ljubljanica
Velika Ljubljanica je najmočnejši povirni pritok (krak) reke Ljubljanice, ki izvira v zatrepni dolini Retovje pri naselju Verd. V skupino izvirov Retovje sodijo:
- izvir Pod Orehom
- izvir Pod skalo, tudi Pod steno
- Veliko in Malo okence (najmočnejša izvira)

Po slabem kilometru toka se Velika Ljubljanica združi z Malo Ljubljanico, od sotočja dalje se reka imenuje z enim imenom.